# Ferdinando Taverna
Ferdinando Taverna (né en 1558 à Milan en duché de Milan et mort le 29 août 1619 à Novare) est un cardinal italien  du début du XVIIe siècle. 

## Biographie
Taverna  est  référendaire au tribunal suprême de la Signature apostolique, gouverneur de Città di Castello, vice-gouverneur de Fermo et gouverneur de Rome. Il est élu évêque de Novare en 1615 et est consacré le 7 décembre de la même année par Paul V avec comme co-consécrateurs Giovanni Evangelista Pallotta et Benedetto Giustiniani.
Le pape Clément VIII le crée cardinal lors du consistoire du 9 juin 1604. Le cardinal Taverna est légat apostolique dans la province des Marches  et gouverneur d'Ascoli en  1604-1606. Il participe aux deux conclaves de 1605 (élection de Léon XI et de Paul V).